# Steven Pienaar
Steven Jerome Pienaar, född 17 februari 1982 i Johannesburg, är en sydafrikansk före detta fotbollsspelare som sist spelade för sydafrikanska Bidvest Wits.
Den 18 januari 2011 avslöjade Pienaar genom sin officiella Twitter att han hade valt att lämna sin dåvarande klubb Everton FC för att gå över till Londonbaserade Tottenham Hotspur där han skulle få bära tröjnummer 40. Pienaars övergångssumma var 2.5 miljoner pund, drygt 26 miljoner SEK.
Den 31 januari 2012 blev det klart att Pienaar återvände till Everton på lån.
Den 5 juli 2017 värvades Pienaar av sydafrikanska Bidvest Wits.
Numer jobbar Pienaar som manager för den nederländska klubben SV Robinhood Amsterdam.